# Segunda guerra de Escútari
La segunda guerra de Escútari (serbio cirílico : Други скадарски рат) fue un conflicto armado que enfrentó de 1419 a 1426 a la República de Venecia con Zeta (1419-1421) y el Despotado serbio (1421-1423) por la posesión de Escútari y otras antiguas posesiones de Zeta conquistadas por Venecia.

## Antecedentes
La primera guerra de Escútari se libró en el periodo 1405-1413 entre Balsa III y la República de Venecia. En esta guerra Balsa III intentó adueñarse de Escútari y su comarca, que su padre Đurađ II Balšić había cedido a Venecia en 1396. Utilizando la rebelión antiveneciana de la población de Escútari, Balsa III logró hacerse con varios pueblos cercanos en 1405. Los venecianos entonces convencieron a los pueblos de Budva, Antivari y Dulciño a aceptar su soberanía y rebelarse contra Balsa. Después de varios años de batallas y negociaciones, la guerra terminó en 1412 con el tratado que obligaba a Balsa III y a Venecia a volver a la situación de prebélica. Ambas partes estaban insatisfechas con el tratado de paz y creían que la otra parte estaba incumpliendo lo estipulado y debía pagar más por los estragos causados durante la guerra.

## Guerra

### Entre Zeta y Venecia
En marzo de 1419 Balsa III intentó de nuevo recuperar Escútari y sus alrededores. En mayo se las arregló para apoderarse de Drivasto y en agosto de 1419, de su castillo. Los venecianos trataron de sobornar a los Kastriotis y Dukagjinis para luchar contra Zeta en 1419, pero el plan resultó un fracaso. Los venecianos también trataron de ganarse a algunos otros miembros ilustres de la nobleza albanesa que apoyaban a Balsa III, como Koja Zaharia, al que el gobierno veneciano le pidió reconocer el protectorado veneciano sobre Dagnum. Luego intentaron ganarse a las tribus Hoti y Mataguži.

### Entre el Despotado serbio y Venecia

Las ciudades de la región y los períodos en que las dominó Venecia y Balša III Balšić

#### Conquista de Drivast, Sveti Srđ y Bar
Antes de morir el señor de Zeta, este traspasó la soberanía de su señorío a Esteban Lazarević, déspota de Serbia, pero los venecianos no lo reconocieron, retomaron el Bojana, incluyendo Drivast. Los venecianos hicieron hincapié al enviado del déspota en que no tenían intención de ceder las antiguas posesiones de Balsa e incluso solicitaron apoyo otomano en caso de ataque del déspota. En agosto de 1421, Lazarević llevó a su ejército a Zeta. Gjon Kastrioti, que estaba aliado a Serbia, lo reforzó al punto con las tropas que acaudilló uno de sus hijos. Según Fan Noli, fue Stanisha quien fue enviado por su padre, junto con las fuerzas auxiliares, para ayudar al déspota serbio a arrebatar Escútari a los venecianos. Con su apoyo, el déspota se adueñó inmediatamente de Sveti Srdj y Drivast. Luego se fue a la costa y tomó Antivari a mediados de noviembre de 1421.
Lazarević nombró al voivoda Mazarek administrador de sus posesiones en Zeta. Hasta entonces Mazarek administraba las posesiones del déspota en Rudnik (1414) y Ostrovica.  Los nobles de Antivari fueron invitados a una reunión en la catedral de San Jorge, en la que se sometieron a la autoridad del déspota serbio; a cambio, Mazarek reconoció su derecho a gobernar la ciudad según su propia legislación.

Despotado de Serbia en 1422

#### Tregua
Lazarević concluyó una tregua de seis meses con Venecia y dejó de apoyar al rey Segismundo en su lucha contra los husitas. La tregua se acordó que durase hasta el 15 de mayo de 1422. Después del éxito inicial del déspota, los venecianos aceptaron fácilmente la tregua. Conservaban las ciudades de Escútari, Dulciño y Budva. Los venecianos utilizaron la tregua para reforzar la guarnición de Escútari. Transportaron soldados, vituallas y armas por el río Bojana.
Durante la tregua, en el primer semestre de 1422, se llevaron a cabo negociaciones de paz en Venecia, a las que asistió el enviado del déspota, el duque Vitko. Estas continuaron luego en Serbia entre el enviado de Venecia Marco Barbadigo y el déspota. Cuando Lazarević exigió la entrega de las ciudades en disputa, Venecia se negó y la guerra se reanudó.

#### Batallas en Bojana
El déspota Esteban no continuó la guerra inmediatamente después de la tregua porque estaba ocupado con otras actividades, pero su voivoda Mazarek emprendió acciones para evitar que los venecianos reforzasenla guarnición de Escútari. Se erigieron varias fortalezas en la margen derecha del río Bojana desde donde lo controlaban. Cuando el capitán veneciano Niccolo Capello fue enviado para transportar los víveres y arqueros a la sitiada Escútari utilizando tres galeras, las fuerzas de Mazarek en el Bojana obligaron a sus galeras a retirarse al mar Adriático. En julio de 1422, el Senado de Venecia ordenó a Niccolo Capello volver al Bojana y completar su misión, pero este decidió esperar la llegada de dos galeras para llevar soldados y material para la destrucción de la fortaleza que Mazarek había erigido en Sveti Srđ.

#### Sitio de Escútari en 1422
Las fuerzas de Lazarevic sitiaron Escútari, probablemente en junio de 1422, y durante un año, parecía que Venecia había perdido sus posesiones. En noviembre de 1422 la flota veneciana destruyó las fortalezas de Mazarek junto al Bojana y alcanzó Sveti Srđ, pero el bajo nivel del río les impidió seguir remontándolo.
Venecia logró romper el cerco en diciembre de 1422 con el apoyo de algunos albaneses de la zona. La guarnición de Escútari que mandaba el capitán Niccolo Capello atacó inesperadamente al ejército del déspota durante una noche de diciembre y rompió el cerco. Los venecianos reforzaron la guarnición de Escútari tras el asedio con cuatrocientos caballeros más y entre doscientos y trescientos infantes.

#### Sitio de Escútari en 1423
El ejército del déspota no sufrió graves bajas y regresó a la fortaleza de Escútari en enero de 1423. Ese mes Venecia sobornó y se ganó el apoyo de los Pamaliots de Bojana, y luego compró durante el asedio a varios jefes tribales de Zeta y los alrededores: el Paštrovići, Gjon Kastrioti (que había extendido su autoridad por la comarca de Alessio), los Dukagjins y Koja Zaharija. A pesar de que ninguno de ellos se movilizaron militarmente por Venecia, dejaron las filas del ejército de Lazarević, debilitándolo. Aunque el almirante veneciano Francesco Bembo ofreció dinero a Gjon Kastrioti, Dukagjins y Koja Zaharija en abril de 1423 para que uniesen sus fuerzas a las venecianas contra el despotado Serbio, se negaron a aceptarlo.
En el verano de 1423 el déspota Lazarević envió a Đurađ Branković con ocho mil caballeros a Zeta. Puso sitio a Escútari y erigió fortalezas en el Bojana para cortar los suministros que Venecia enviaba a la ciudad sitiada. El duque Sandalj estaba dispuesto a apoyar al déspota serbio en sus intentos por conquistar Escútari. Ante tal situación, los gobernadores venecianos recibieron órdenes de negociar la paz.

## Fin de la guerra

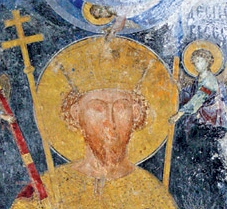
Déspota Stefan Lazarevic,

### Tratado de Sveti de Srdj
El conflicto se terminó en agosto de 1423, después de la celebración del tratado (la Paz de Sveti Srdj). Đurađ Branković firmó el tratado en nombre del Despotado serbio, en presencia de dos testigos que eran funcionarios otomanos. Branković era el representante del déspota de Zeta desde 1423 y también fue el encargado de todas las negociaciones. El tratado dispuso que el Despotado serbio mantuviese Drivast y Antivari, mientras que Venecia conservó Escútari, Dulciño y Kotor. Venecia se vio obligada a devolver las regiones de Budva y Grbalj a Serbia y al pago de mil ducados en concepto de tributo anual por Escútari a Lazarević, que inicialmente se habían pagado a Balsa III. Ambas partes acordaron intercambiar prisioneros y arrasar sus fortalezas en el Bojana que se aceptaron completamente en manos venecianas.
Después de la firma del tratado, Francesco Bembo invitó a Đurađ a una recepción ceremonial organizada en su barco que surcaba el Bojana seguido por otros barcos de la flota veneciana. Đurađ luego solicitó a Venecia que lo apoyase con seis galeras en una eventual guerra contra los otomanos y le confirmase todos los privilegios de los que antes habían gozado su padre, Vuk, el príncipe Lazar o el déspota Esteban.

### Tratado de Vučitrn
Aunque se había firmado el tratado de Sveti Srdj había muchas cuestiones que quedaron sin resolver. Por lo tanto, los conflictos no se resolvieron por completo hasta la firma del acuerdo de Vučitrn en 1426. El tratado de Vučitrn fue revisado en Drivast el 11 de noviembre de 1426.

## Consecuencias
Đurađ Branković consiguió el trono de Esteban Lazarević después de su muerte en 1427 y perdió el control de Antivari que fue tomada por los venecianos.